# La Chapelle-Saint-Aubin
La Chapelle-Saint-Aubin är en kommun i departementet Sarthe i regionen Pays de la Loire i nordvästra Frankrike. Kommunen ligger i kantonen Le Mans-Nord-Ouest som tillhör arrondissementet Le Mans. År 2022 hade La Chapelle-Saint-Aubin 2 252 invånare.

## Befolkningsutveckling
Antalet invånare i kommunen La Chapelle-Saint-Aubin
| Referens: INSEE |